# Hoodoo Gurus
Hoodoo Gurus est un groupe de rock australien fondé en 1981 à Sydney. Sa formation emblématique comprend le chanteur et guitariste Dave Faulkner, le bassiste Clyde Bramley (remplacé par Richard Grossman en 1988), le batteur Mark Kingsmill et le guitariste Brad Shepherd. Au-delà de leur succès dans leur pays d'origine, ils connaissent une popularité importante sur les campus américains dans la deuxième moitié des années 1980, période qui voit les albums Mars Needs Guitars!, Blow Your Cool! et Magnum Cum Louder se classer dans le Billboard 200.
Le groupe entre au ARIA Hall of Fame en 2007.

## Discographie

### Albums studio
- 1984 - (Stoneage Romeos) (A&M Records)
- 1985 - Mars Needs Guitars! (Chrysalis Records)
- 1987 - Blow Your Cool! (Chrysalis Records)
- 1989 - Magnum Cum Louder (RCA/BMG Ariola)
- 1991 - Kinky (RCA/BMG Ariola)
- 1994 - Crank (LD Records/Play It Again Sam Records)
- 1996 - In Blue Cave (Mushrooms Records)
- 2004 - Mach Schau (Evangeline Records)
- 2010 - Purity of Essence (Sony Music)
- 2014 - Gravy Train (EP) (Sony Music)
- 2022 - Chariot of the Gods (Big Time Phonograph Recording)

### Albums live
- 1998 - Bite The Bullet - Director's Cut (Mushroom Records)

### Compilations
- 1992 - Gorilla Biscuit: B-Sides & Rarities (RCA/BMG Ariola)
- 2012 - Gold Watch: 20 Golden Greats (Sony Music)